# 골람 레자 아자리
골람 레자 아자리(1912년 2월 18일~2001년 11월 5일)는 이란의 군인, 정치가이다.
1917년 시라즈에서 태어났다. 1950년대 미국 워싱턴 D.C.의 국방대학교를 졸업했다. 중앙 조약 기구에서 일하다가 1971년 육군참모총장으로 임명되어 7년간 재직했다. 1978년 가을에 들어 이란에서의 시위가 격화되면서, 11월 6일에 민간 정부가 세워질 때까지 활동할 군사정부의 임시 총리로 지명되었다. 임기는 그 해 11월 6일부터 12월 31일까지였다. 그는 1953년의 파즐롤라 자헤디 이래 최초의 군부 내각을 조직했다. 아자리 내각은 5명의 군인과 3명의 민간인으로 구성되었다.
그러나 다른 자료에 따르면 6명의 군인과 5명의 민간인으로 구성되었다.
1978년 12월 21일, 아자리는 당시 미국 대사 윌리엄 설리번에게 말했다. "당신은 이걸 알아두고 당신 나라 정부에게 전하시오. 이 나라는 샤가 그의 마음을 정하지 못해서 패배할 거라고." 1979년 1월에 아자리는 심장발작을 일으켰고, 그 달 2일에 사임했다. 육군참모총장직은 아바스 가라바기(Abbas Gharabaghi)가 승계했으며 후임 총리는 샤푸르 바크티아르가 되었다. 같은 달, 심장 치료를 위해 미국으로 떠났고 2월 18일, 아자리는 군에서 궐석 퇴직되었다. 심장 수술 후 그는 다시는 이란으로 돌아가지 못했고 버지니아주 매클린(McLean)에 정착하였다. 루홀라 호메이니가 이끄는 이슬람 정권은 팔레비 왕조의 황족들과 장군들에 사형 판결을 내렸다. 2001년 11월 5일, 암으로 별세했다.